# Esquilin
| \| \| |
| Localisation de l'Esquilin et des trois sommets associés sur une carte topographique simplifiée de la ville de Rome antique avec, à titre indicatif, les empreintes des principaux monuments et les tracés des murs servien et aurélien. |
| |

L'Esquilin (en latin : Esquilinus ou Exquilinus) est l'une des sept collines de Rome, située à l'est du centre historique de la ville.
Pour un article plus général, voir Sept collines de Rome.

## Description
Le relief se présente comme un plateau se composant de trois légères élévations : l'Oppius, le Cispius et le Fagutal. À l'origine, l'Esquilin est relié au sud-ouest à la colline du Palatin par une petite colline, la Velia, dont l'arc de Titus occupe le point culminant.

### Oppius
L'Oppius Mons est une élévation de l'Esquilin, située actuellement dans le rione de Monti. C'est la partie méridionale de cette colline, culminant à 53 mètres. Il forme avec le Cispius un plateau compris à l'intérieur de la ligne du mur de Servius Tullius. Une partie de cette extrémité occidentale, les pentes donnant sur la Velia, s'est également appelée Carinae. Au IIe siècle, Trajan fait construire d'immenses thermes sur la colline.

### Cispius
C'est la partie septentrionale de l'Esquilin culminant à 54 mètres.

### Fagutal
Sommet le plus occidental de l'Esquilin, le Fagutal culmine à 46 mètres.

## Histoire

### L'Esquilin antique
La colline semble investie depuis les premières décennies du VIIIe siècle av. J.-C., époque à partir de laquelle la zone est principalement occupée par une grande nécropole, sorte de cimetière des pauvres. Elle possède aussi de nombreuses tombes de riches familles comme celle des Fabii avec un des premiers décors peints romains. La colline est alors connue sous le nom d'Exquiliae, qui pourrait se traduire par « la zone habitée en dehors de la ville », et a mauvaise réputation. Selon la tradition, les sorcières viennent chercher dans les sépultures une partie de leurs ingrédients et un endroit tranquille pour exercer leurs pratiques,. Peu à peu, quelques habitants y élisent domicile et la colline devient un quartier périphérique à la ville qui s'agrandit depuis le Mont Palatin. Cette dernière s'entoure de fortifications dont une section longe les pentes de l'Esquilin faisant face à la Velia, baptisées Carinae. Cette section est mentionnée par Varron qui la nomme murus terreus Carinarum. Elle comporte une porte à trois passages, le Tigillum Sororium.
Lors de la construction du mur Servien, le roi Servius Tullius inclut en partie la colline dans la ville. Il y établit sa résidence et renforce les défenses de la partie orientale de la colline en faisant élever un agger. L'Esquilin constitue à cette époque une des quatre tribus urbaines nées des réformes serviennes avec la tribun Palatine, la Colline et la Suburane.
Lors de la réorganisation administrative de la ville sous Auguste, la colline donne son nom à la cinquième région (Regio V Esquiliae), région qui est entièrement située en dehors du Mur servien. Il est alors fait une distinction avec le mont Oppius qui est dans la troisième région (Regio III Isis et Serapis) ainsi qu'avec le mont Cispius situé dans la quatrième région (Regio IV Templum Pacis). Toutefois, selon une hypothèse plus récente, les limites de la Regio V pourraient ne pas être entièrement situées hors de l'enceinte servienne et ont pu comprendre une large part de la Regio IV.
Au début de l'Empire, Mécène fait construire sur l'Esquilin une villa entourée de vastes jardins. À la fin de l'Empire, l'Esquilin est devenu une colline passablement construite, avec de nombreux jardins et domaines de riches citoyens.

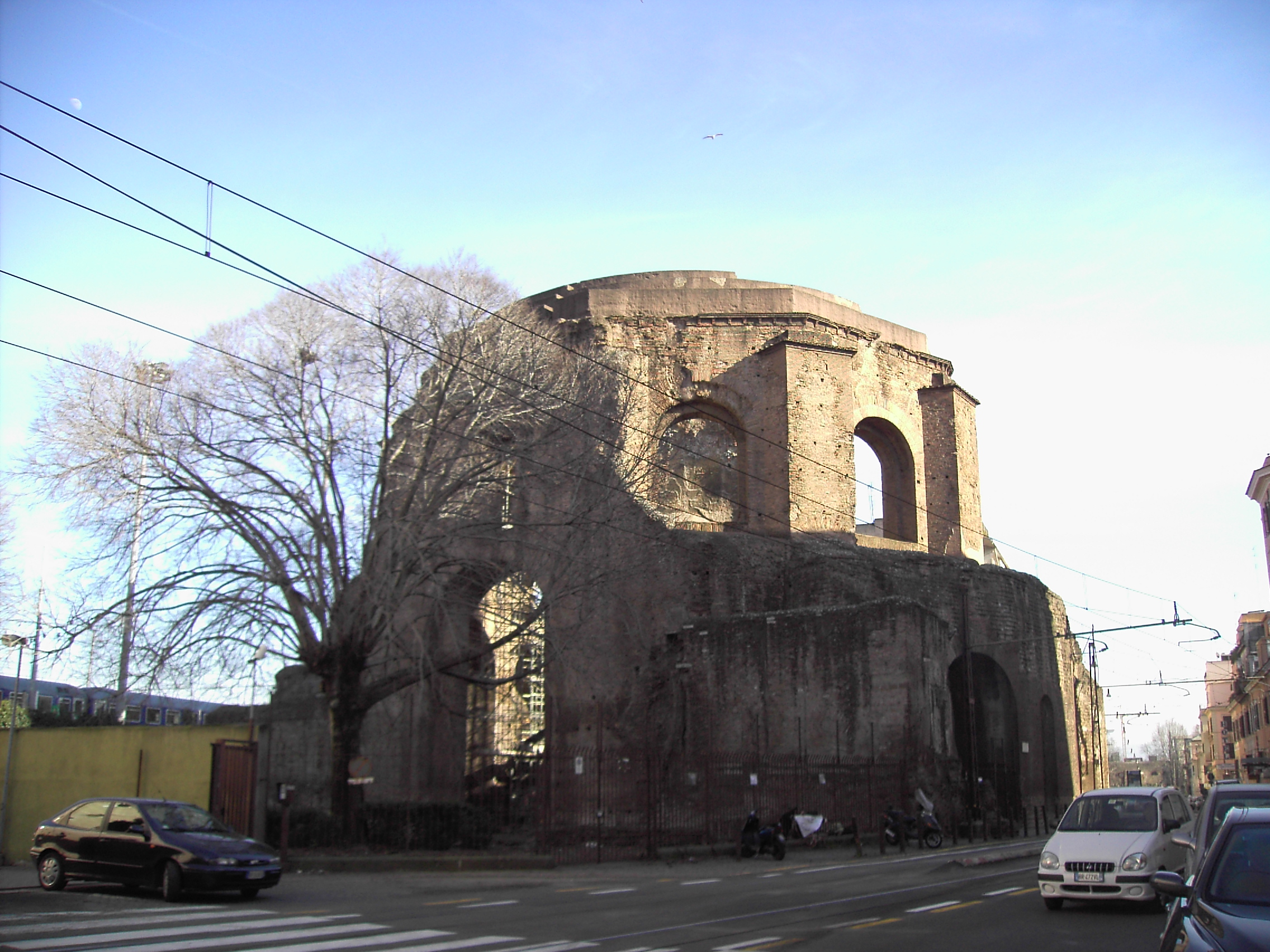
Vestiges du temple de Minerve Medica sur l'Esquilin.
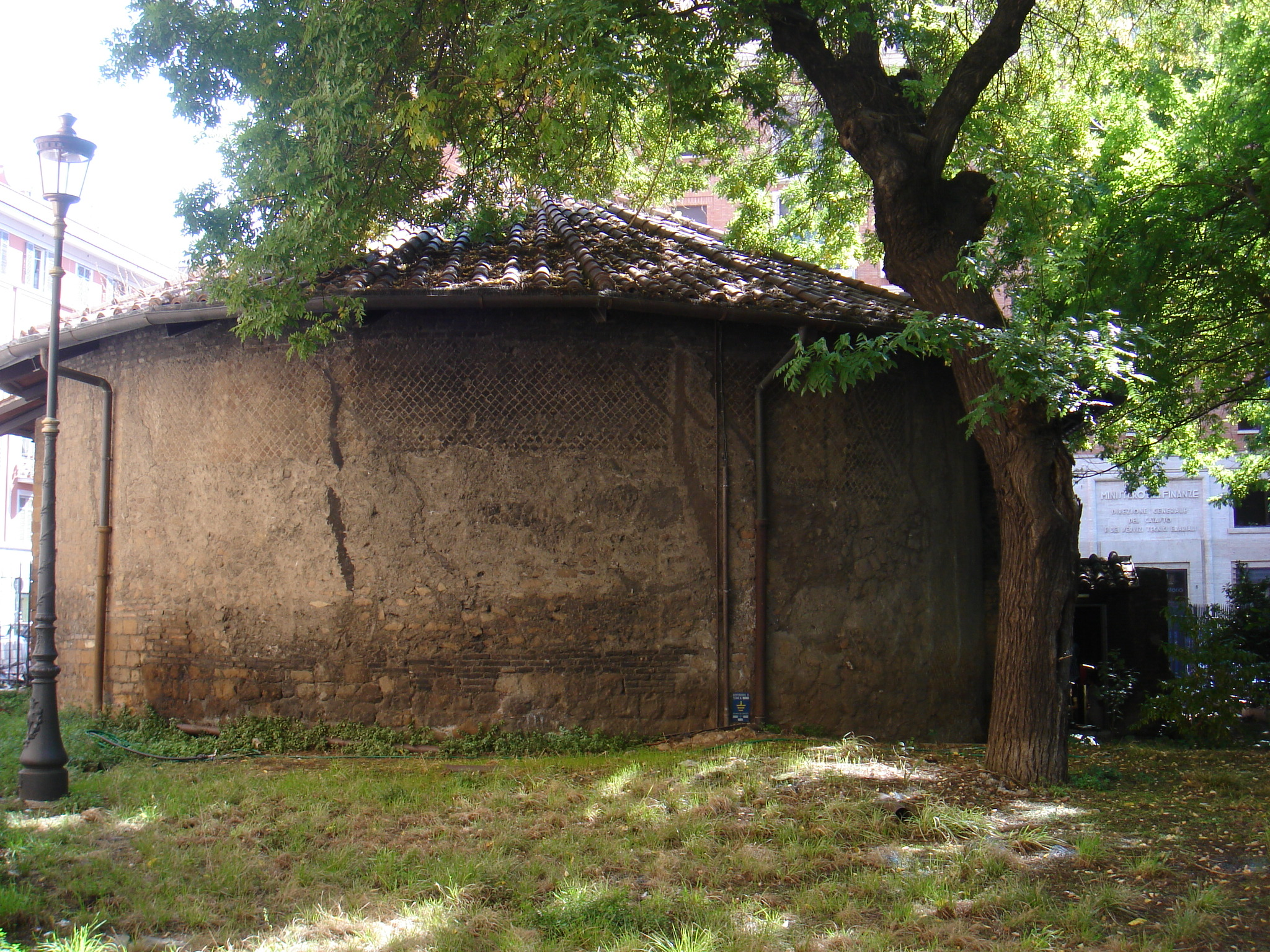
Auditorium des Jardins de Mécène.

### L'Esquilin moderne
L'Esquilin correspond de nos jours à l'un des vingt-deux rioni de la ville de Rome : le rione Esquilino. Il est désigné dans la nomenclature administrative par le code R. XV. L’Esquilin fait partie du 1er arrondissement de la ville de Rome

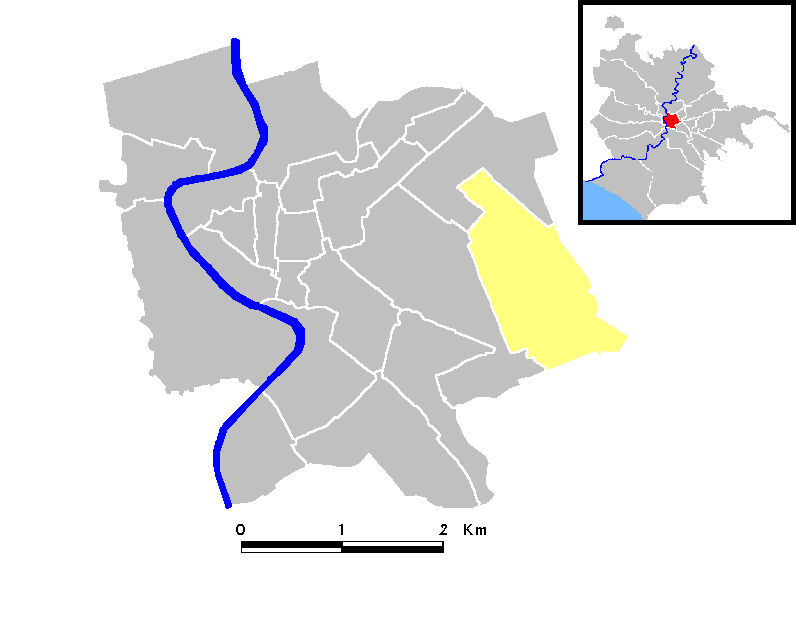
Localisation du rione sur la carte de Rome.
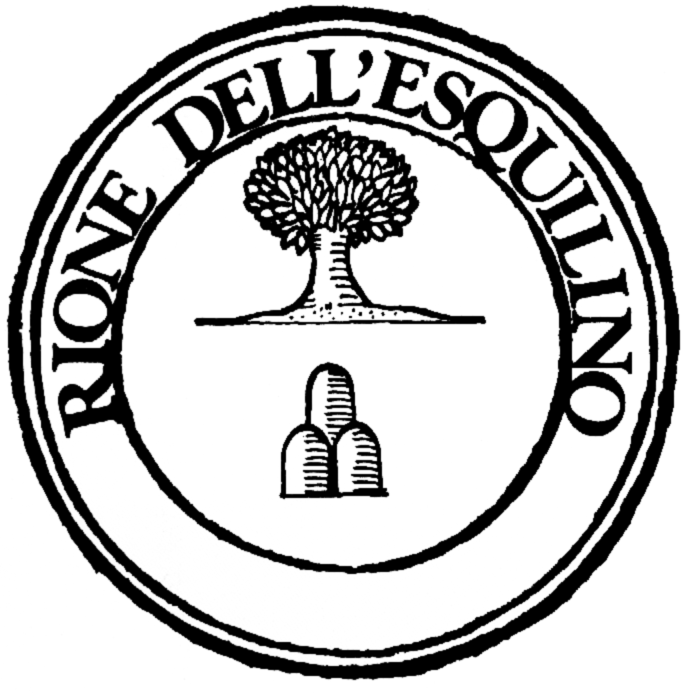
Blason du rione de l'Esquilin.

## Galerie

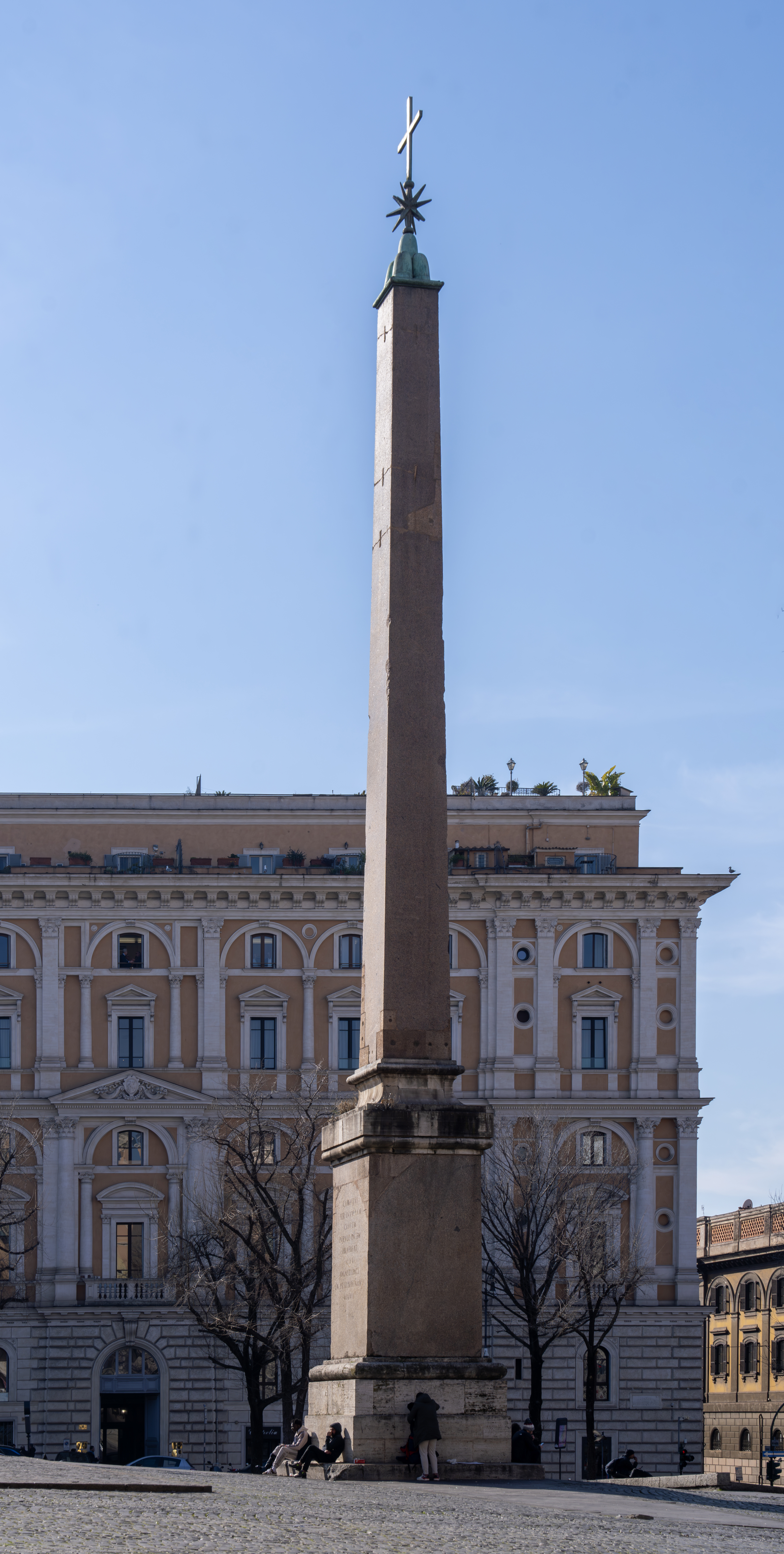
Obélisque de l'Esquilin.
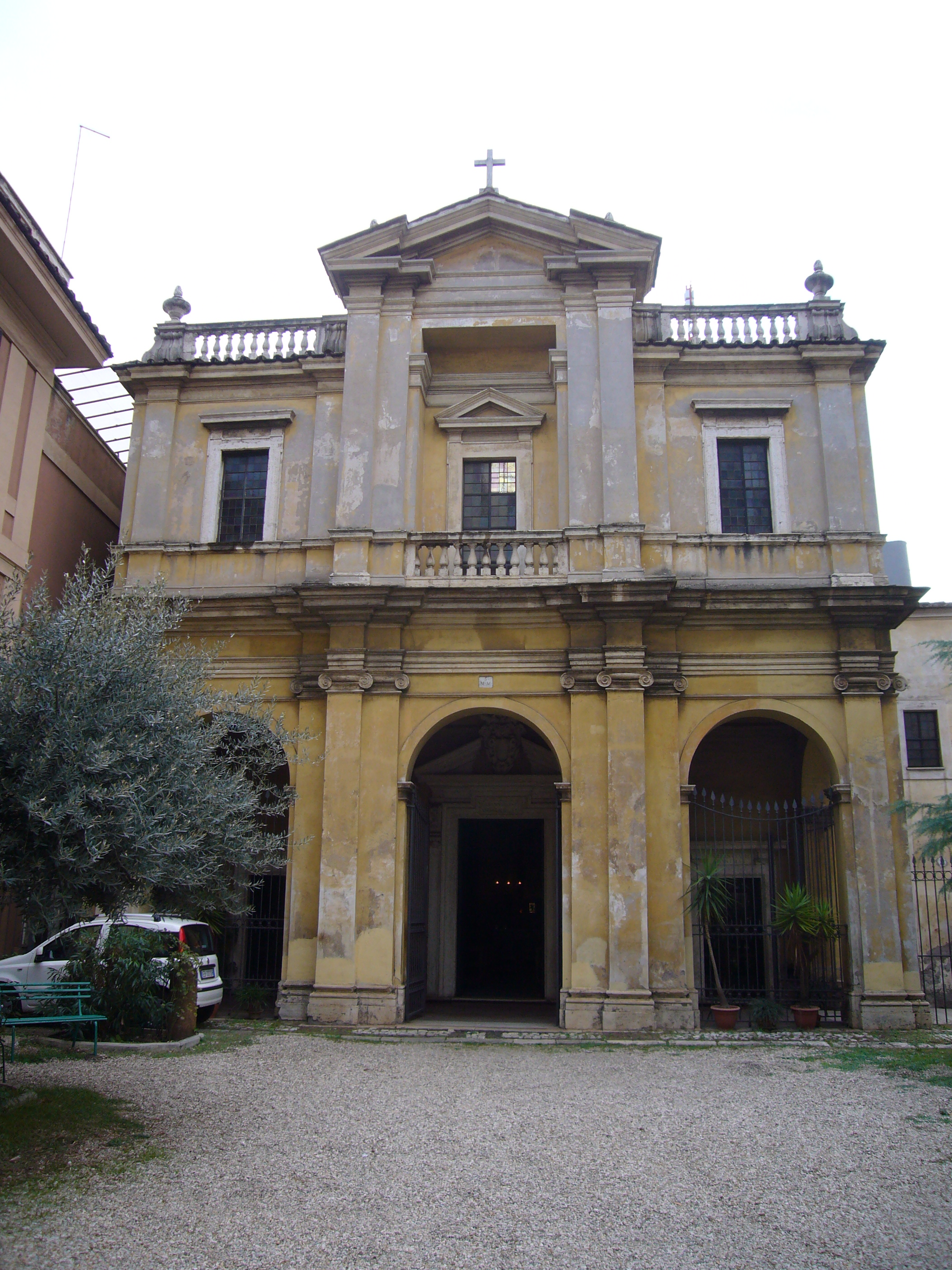
Santa Bibiana.
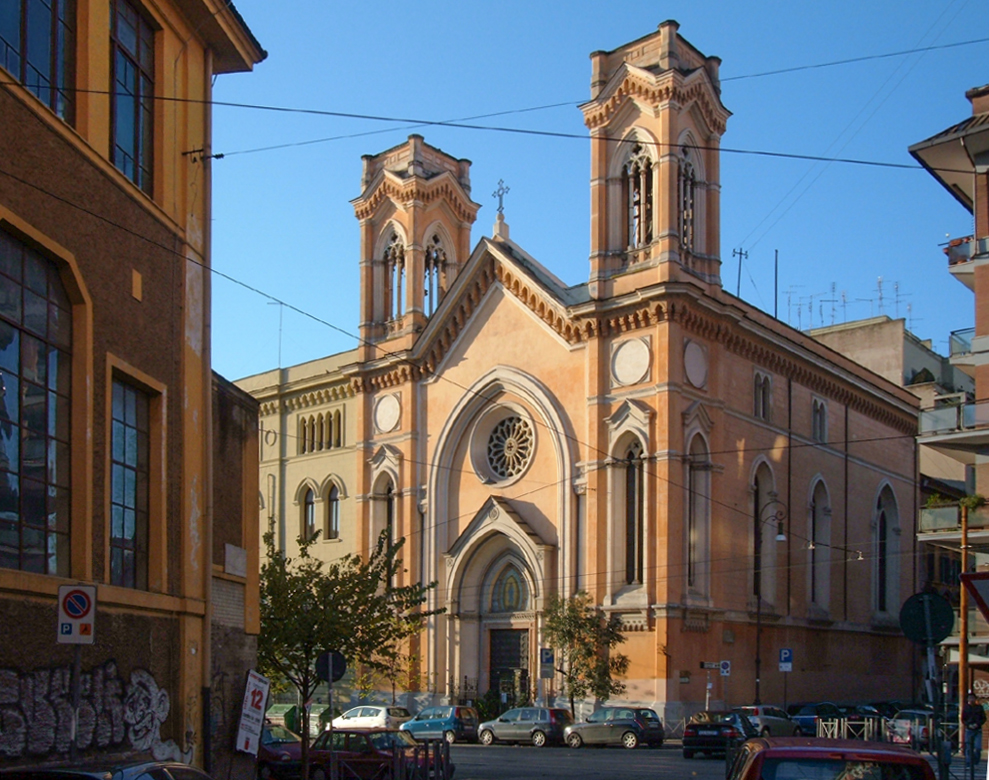
Santa Maria Immacolata.
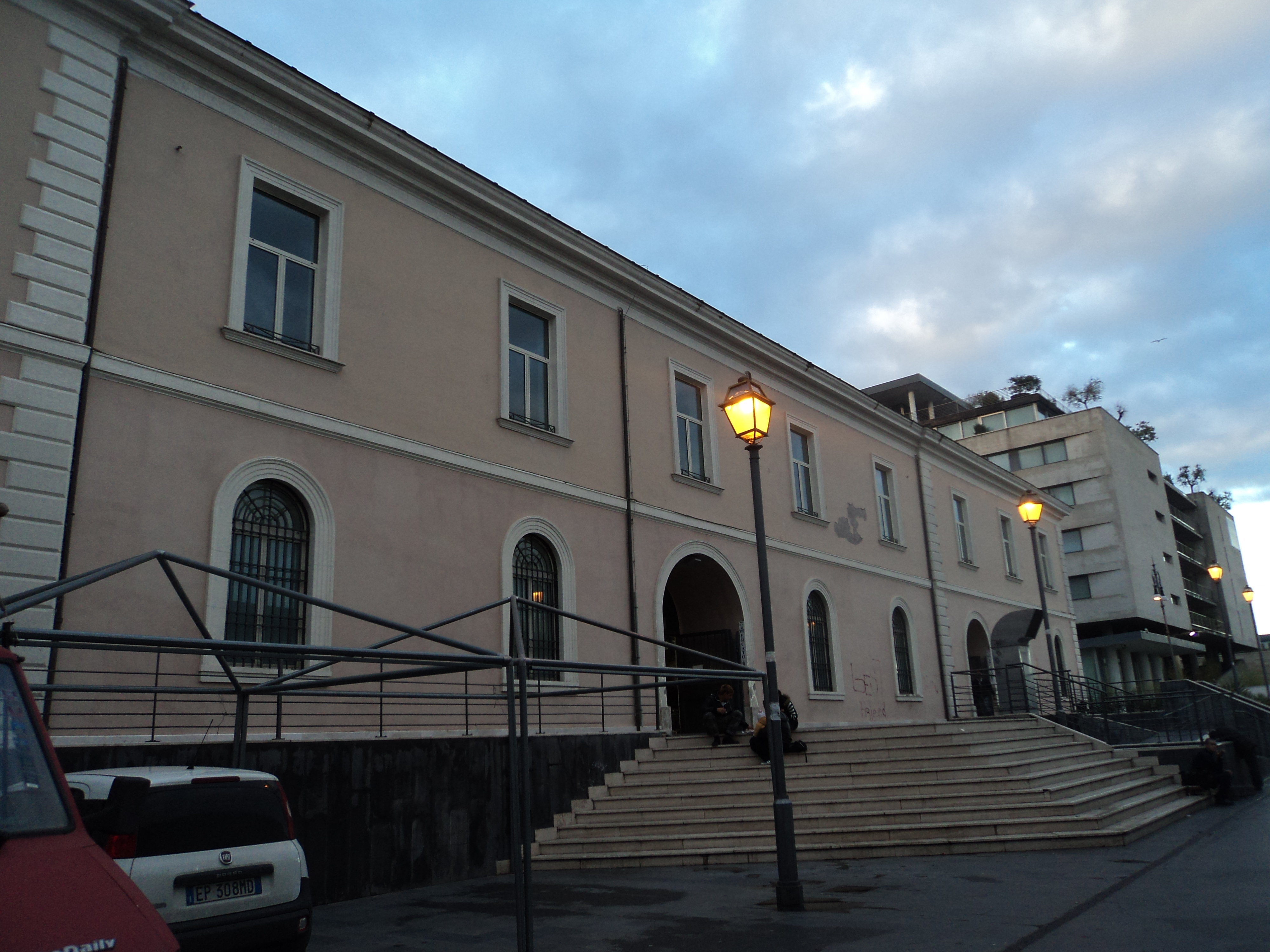
Nouveau Marché Esquilino.
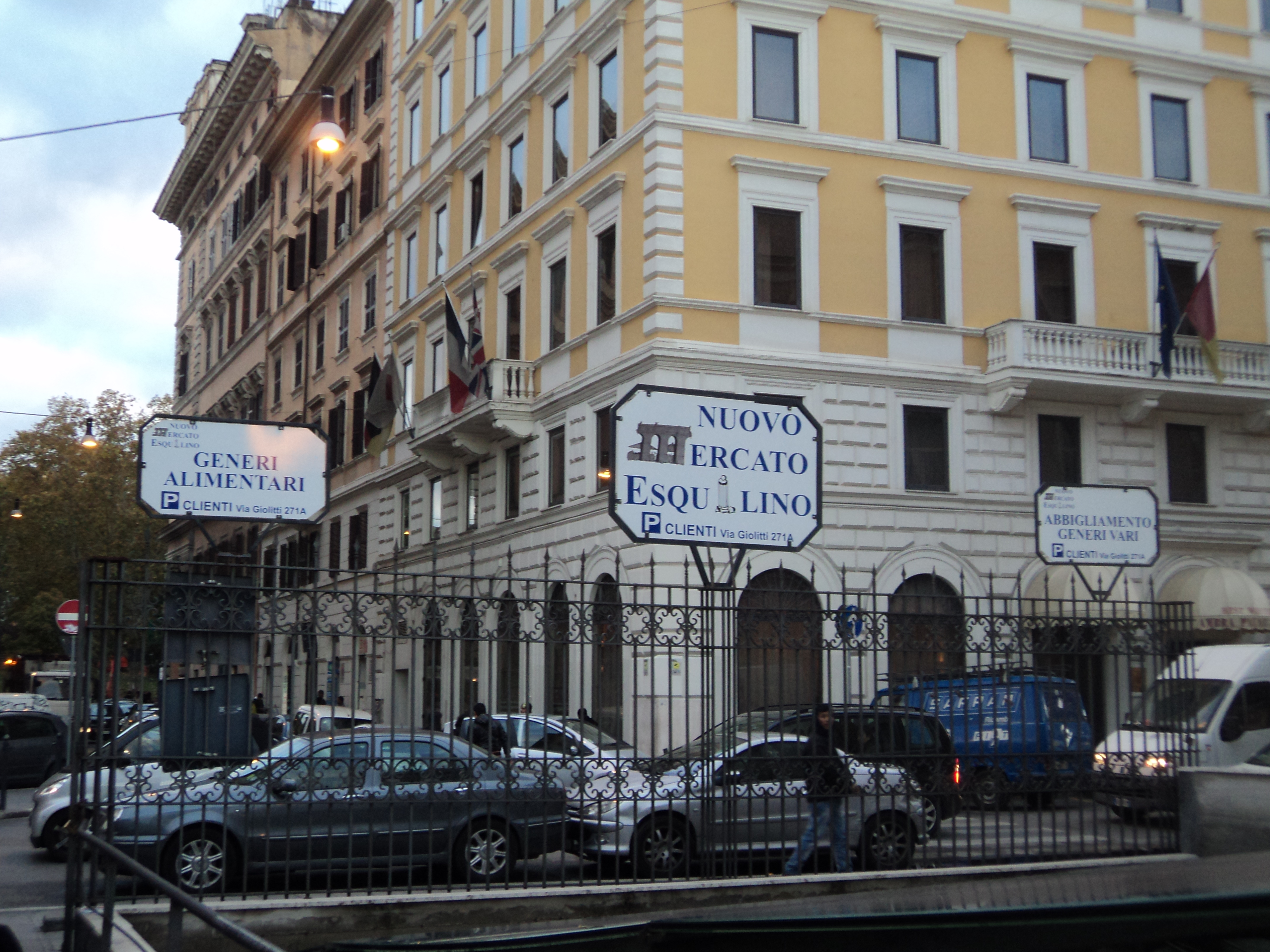
Nuovo Mercato.